# Changes (альбом Джастіна Бібера)
Changes (укр. Зміни) — п'ятий студійний альбом канадського співака Джастіна Бібера, Вийшов 14 лютого 2020 року лейблами Def Jam Recordings та RBMG за участі Quavo, Post Malone, Clever, Lil Dicky, Тревіса Скотта, Кейлані та Саммер Вокер.

## Анонс
На фестивалі музики та мистецтв в долині Коачелла 2019 Джастін Бібер разом із Аріаною Гранде виконали «Sorry»; після виступу він оголосив, що незабаром випустить альбом. 27 жовтня 2019 року Бібер оголосив, що випустить свій майбутній студійний альбом перед Різдвом, якщо його публікація в Instagram збере 20 мільйонів лайків. Однак публікація була видалена, а випуск було відкладено. Натомість співак розпочав просування альбому на Святий Вечір 2019 року, анонсувавши випуск провідного синглу альбому «Yummy», дати гастролей в рамках концертного туру та завантажив трейлер альбому на YouTube.

## Випуск та просування
Перший сингл «Yummy» вийшов 3 січня 2020 року і увійшов до топ-10 у чартах численних країн, зокрема, дебютував на другій сходинці американського чарту Billboard Hot 100. Через місяць, 3 лютого 2020, вийшов ремікс спільно з американською співачкою Саммер Вокер. Назва альбому та його обкладинка стали відомі 28 січня 2020 року. Анонс супроводжувався випуском пісні «Get Me» за участі американської співачки Кейлані. Другий офіційний сингл «Intentions», за участі американського репера Quavo, вийшов 7 лютого 2020 року.

### Джастін Бібер: Сезони
У 10-серійному документальний серіал Джастін Бібер: Сезони, прем'єра якого відбулася 27 січня, Бібер поділився думками про свою кар'єру та детально розповів про повернення до музики після скасування свого світового концертного туру Purpose World Tour у 2017 році. Серіал був описаний як поглиблений погляд на його процес створення музики.

### Changes Tour
На підтримку альбому пройде концертний тур Changes Tour. Він має розпочатися 14 травня 2020 у Сіетлі на стадіоні Сенчурі Лінк Філд.

## Треклист
Інформацію про авторів поширив сервіс Tidal, Google Play, та Apple Music.
| #     | Назва                                       | Автор | Продюсер(и)                                        | Тривалість |
| ----- | ------------------------------------------- | --- | -------------------------------------------------- | ---------- |
| 1.    | «All Around Me»                             | Джастін Бібер Джейсон «Poo Bear» Бойд [en] Саша Сітора [en] | Poo Bear Сітора                                    | 2:16       |
| 2.    | «Habitual»                                  | Бібер Дж. Бойд Марко Масіс [en] Джошуа Гудвін | Poo Bear Джош Гудвін Марко Масіс [en]              | 2:48       |
| 3.    | «Come Around Me»                            | Бібер Дж. Бойд Робін Вайсс Домінік Джордан [en] Джиммі Джаннос [en]                                                                                              | Poo Bear The Audibles [en]                         | 3:20       |
| 4.    | «Intentions» (за участі Quavo)              | Бібер Куейвіус Маршалл Дж. Бойд Джордан Джаннос | Poo Bear The Audibles                              | 3:32       |
| 5.    | «Yummy»                                     | Бібер Ешлі Бойд Дж. Бойд Даніель Гакетт Сітора | Poo Bear Kid Culture Сітора                        | 3:28       |
| 6.    | «Available»                                 | Бібер Дж. Бойд Бернар Гарві [en] Джавейл Макгі Е. Бойд Деррік Мілано                                                                                             | Harv [en] Джавейл «Pierre» Макгі Poo Bear          | 3:15       |
| 7.    | «Forever» (за участі Post Malone та Clever) | Бібер Остін Пост Джошуа Гуї Дж. Бойд Луї Белл [en] Гарві Алі Дарвіш Біллі Волш                                                                                   | Harv Poo Bear                                      | 3:39       |
| 8.    | «Running Over» (за участі Lil Dicky)        | Бібер Девід Берд Робін Вайсс Дж. Бойд Джордан Джаннос | Poo Bear The Audibles                              | 2:59       |
| 9.    | «Take It Out on Me»                         | Бібер Дж. Бойд Даніель Гакетт Мадід Аль Маскаті [en] Манеєш Бідаве Бенджамін Буш Даніель Дейлі Стівен Елліс Гаррет [en] Ентоні Пол Джеффріс [en] Тімоті З. Мослі | Poo Bear Kid Culture                               | 2:58       |
| 10.   | «Second Emotion» (за участі Тревіса Скотта) | Бібер Жак Вебстер Дж. Бойд Джордан Джаннос | Poo Bear The Audibles                              | 3:22       |
| 11.   | «Get Me» (за участі Кейлані)                | Бібер Андерсон Ернандес [en] Дж. Бойд Джун Ха Кім Метью Іегу Самуельс [en]                                                                                       | Boi-1da [en] Cvre Джахан Світ Poo Bear Vinylz [en] | 3:05       |
| 12.   | «E.T.A.»                                    | Бібер Дж. Бойд Єктро Бітц Філіп Бодоре Том Штрале Джошуа Гудвін                                                                                                  | Poo Bear Гудвін Філіп Бодоре Том Штрале            | 2:56       |
| 13.   | «Changes»                                   | Бібер Дж. Бойд Насрі [en] Адам Мессінгер [en] | Poo Bear The Messengers [en]                       | 2:15       |
| 14.   | «Confirmation»                              | Бібер Дж. Бойд Мойсей Айо Самуельс Оланій Майкл Акінкунмі | Poo Bear Sons of Sonix                             | 2:50       |
| 15.   | «That's What Love Is»                       | Бібер Дж. Бойд Сітора Кортні Сіллс | Poo Bear Сітора                                    | 2:45       |
| 16.   | «At Least for Now»                          | Бібер Дж. Бойд Джошуа Вільямс Гарві | Poo Bear Harv Вільямс                              | 2:29       |
| 47:56 |                                             | |                                                    |            |

| Бонусні треки цифрового та потокового видання | Бонусні треки цифрового та потокового видання   | Бонусні треки цифрового та потокового видання | Бонусні треки цифрового та потокового видання | Бонусні треки цифрового та потокового видання |
| #                                             | Назва                                           | Автор                                         | Продюсер(и)                                   | Тривалість                                    |
| --------------------------------------------- | ----------------------------------------------- | --------------------------------------------- | --------------------------------------------- | --------------------------------------------- |
| 17.                                           | «Yummy (Summer Walker Remix)» (із Саммер Вокер) | Бібер Вокер Дж. Бойд Гакетт Е. Бойд Сітора    | Poo Bear Kid Culture Сітора                   | 3:29                                          |
| 51:25                                         |                                                 |                                               |                                               |                                               |

## Історія випуску
| Країна | Дата           | Формат                                    | Лейбл              | Прим.  |
| ------ | -------------- | ----------------------------------------- | ------------------ | ------ |
| Різні  | 14 лютого 2020 | Цифрове завантаження потокове відтворення | Def Jam Recordings | [ 19 ] |